# حكيم الله محسود
حكيم الله محسود (1979 - 1 نوفمبر 2013)، هو زعيم حركة طالبان باكستان سابقاً، واسمه الحقيقي «ذو الفقار محسود». كان يُعتبر أبرز قادة طالبان باكستان بعد زعيمها الراحل بيت الله محسود، وقد برز نجمه عام 2007م بعد عمليات قادها ضد الجيش الباكستاني. قُتل في 1 نوفمبر 2013 إثر غارة نفذتها طائرة من دون طيار تشغلها وكالة المخابرات المركزية. اختارت حركة طالبان خان سعيد خلفًا للقتيل، إلا أنها تراجعت لاحقًا، واختير عصمت الله شاهين مؤقتًا.

## نشأته
ولد حكيم الله في منطقة كوتكاي بجنوب وزيرستان، وكان تعليمه الوحيد في مدرسة بإحدى القرى الصغيرة في مقاطعة هانغو شمال غرب باكستان. وقد كان زميلاً لبيت الله محسود في نفس المدرسة، وانضم حكيم الله إلى صفوف حركة طالبان باكستان وعمل في بداياته حارساً شخصياً ومساعداً لبيت الله محسود. واكتسب سمعة داخل الحركة نظراً لمهارته وشراسته وشجاعته في قتال الخصوم، وبزغ نجمه في صفوف الحركة منذ عام 2007 إثر سلسلة عمليات قادها ضد القوات الباكستانية. وكان من أبرزها اختطاف 300 جندي من الجيش الباكستاني في جنوب وزيرستان، وطالبت الحكومة الباكستانية الحركة بتسليمها عدداً من كبار قادتها مقابل إطلاق الجنود المحتجزين لديها، وتم لها ما أرادت.